# Kuter (okręt)

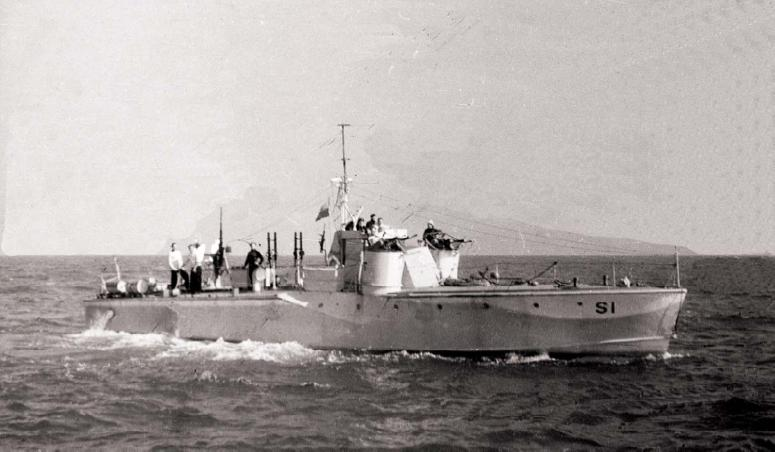
Kuter artyleryjski (ścigacz) ORP S-1 Chart z okresu II wojny św.

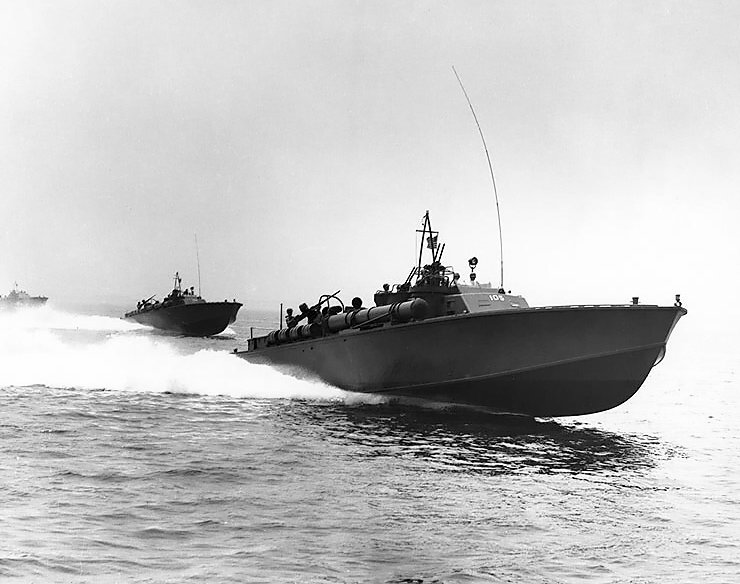
Amerykańskie kutry torpedowe PT (pierwszy PT-105)

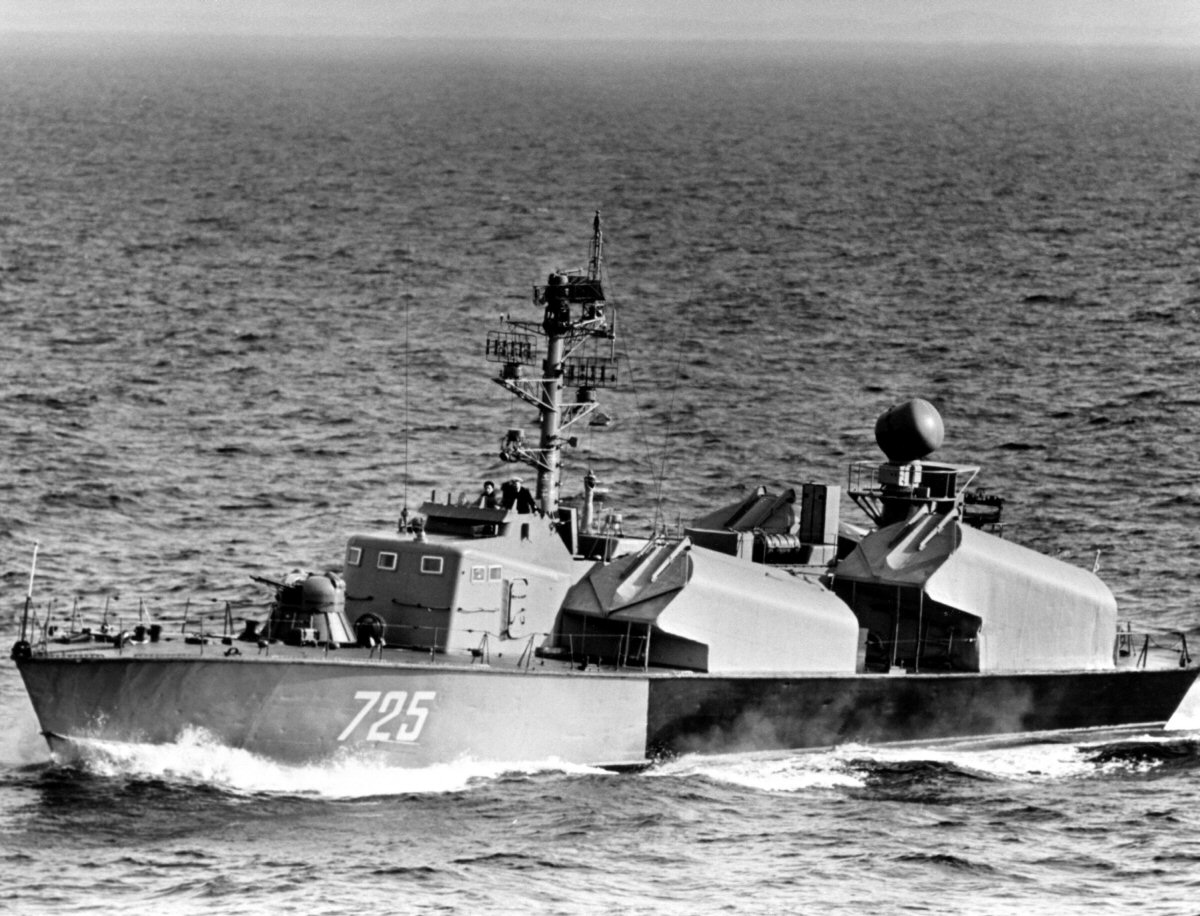
Kuter rakietowy projektu 205 (Osa-I)

Kuter to nazwa klas małych okrętów, różniących się przeznaczeniem i charakterystykami. Kutry są najmniejszymi okrętami bojowymi, ich wyporność sięga od kilkunastu do ponad 300 ton. Przeznaczone są głównie do działań przybrzeżnych. Kutry torpedowe, artyleryjskie i rakietowe nazywane są też, zwłaszcza w starszej literaturze, mianem ścigaczy.
W grupie okrętów bojowych wyróżnia się:
- kuter artyleryjski
- kuter desantowy
- kuter minowy
- kuter pancerny
- kuter patrolowy
- kuter rakietowy
- kuter torpedowy
- kuter trałowy
- kuter uzbrojony
- kuter zwalczania okrętów podwodnych (kuter przeciwpodwodny)

Kutry jako okręty początkowo były niewielkimi pomocniczymi i łącznikowymi jednostkami żaglowymi, z ożaglowaniem typu kuter. Właściwy rozwój kutrów rozpoczął się w drugiej połowie XIX wieku, po zastosowaniu na nich napędu mechanicznego - początkowo parowego, następnie spalinowego. 
Najważniejszą gałęzią rozwoju kutrów był ich rozwój jako jednostek ofensywnych - przeznaczonych do atakowania większych okrętów. Początkowo w tym celu opracowano kutry minowe o napędzie parowym, atakujące za pomocą min wytykowych, następnie torped. Od I wojny światowej zostały one wyparte przez kutry torpedowe o napędzie spalinowym, rozwijające duże prędkości, uzbrojone w torpedy i masowo używane do ok. lat 60. XX wieku. Kutry torpedowe zostały z kolei wyparte przez kutry rakietowe, uzbrojone w rakietowe pociski przeciwokrętowe, rozwijane do czasów obecnych. Równolegle, od początku XX wieku rozwijano kutry artyleryjskie, uzbrojone w działa szybkostrzelne. Z kolei kutry pancerne służyły głównie do działań na rzekach przeciw celom lądowym. Większymi od kutrów klasami okrętów wypełniającymi takie zadania były torpedowce, korwety rakietowe i kanonierki. Pokrewną wyspecjalizowaną klasą były ścigacze okrętów podwodnych.
Oprócz kutrów przeznaczonych do zadań ofensywnych, rozwijano też kutry o innym przeznaczeniu: przede wszystkim kutry patrolowe, kutry desantowe i kutry trałowe (ich większymi odpowiednikami są okręty patrolowe, okręty desantowe i trałowce).
W USA jako kutry (cutter) klasyfikowane są także średniej wielkości okręty patrolowe Straży Przybrzeżnej (Coast Guard) - nawet do 2000 t wyporności.
Poza kutrami będącymi okrętami bojowymi, nazywane tak też są małe okręty w grupie okrętów pomocniczych, jak:
- kuter hydrograficzny
- kuter holowniczy
- kuter nurkowy
- kuter ratowniczy

Mniejszymi od kutrów jednostkami pływającymi, głównie pomocniczymi, są motorówki.